# Биренбах
Биренбах (њем. Birenbach) општина је у њемачкој савезној држави Баден-Виртемберг. Једно је од 38 општинских средишта округа Гепинген. Према процјени из 2010. у општини је живјело 1.838 становника. Посједује регионалну шифру (AGS) 8117009.

## Географски и демографски подаци
Биренбах се налази у савезној држави Баден-Виртемберг у округу Гепинген. Општина се налази на надморској висини од 375 метара. Површина општине износи 2,5 km².

## Становништво
У самом мјесту је, према процјени из 2010. године, живјело 1.838 становника. Просјечна густина становништва износи 735 становника/km².